# نياندرتال 1

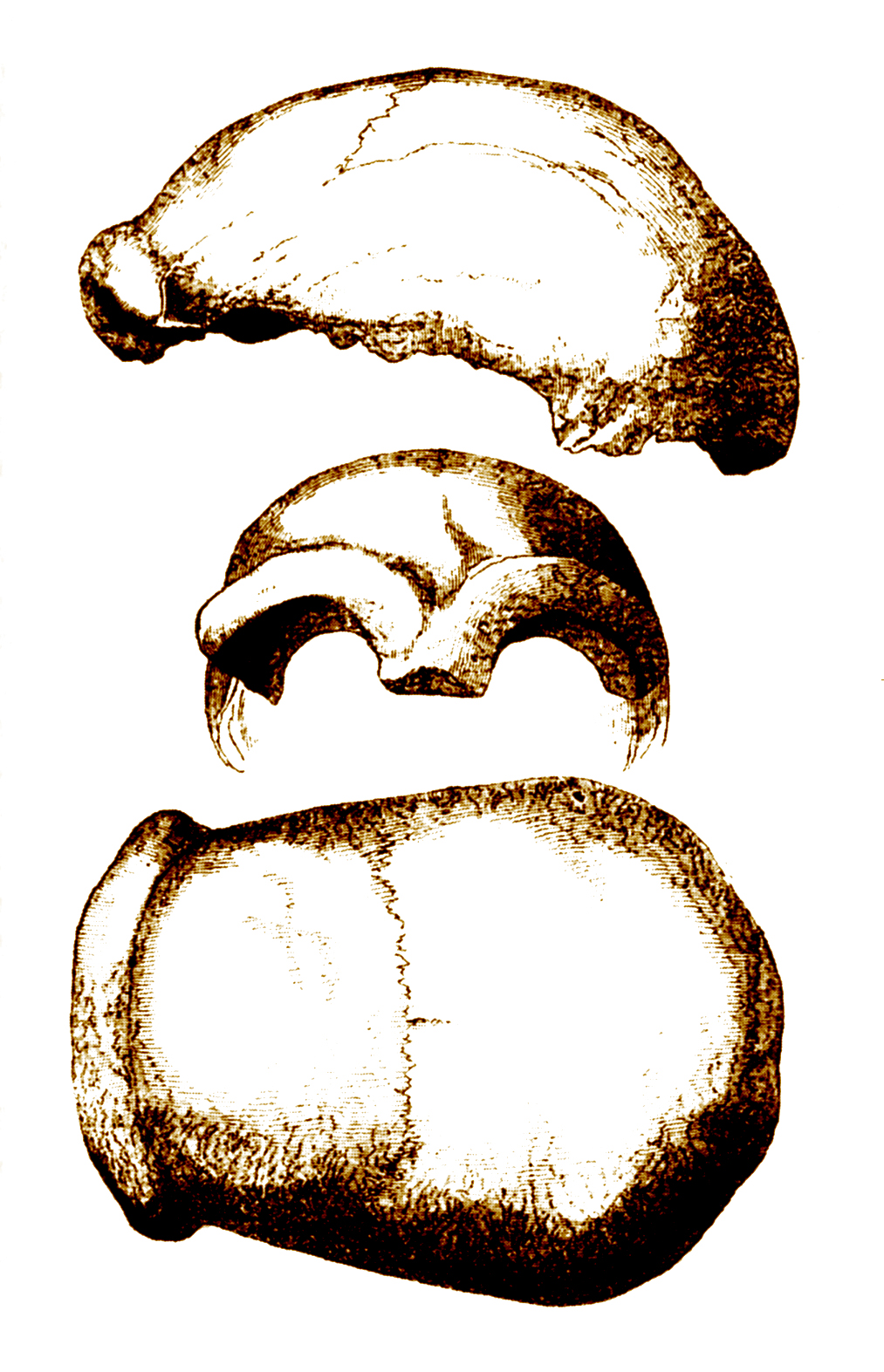

فيلدهوفر 1 أو نياندرتال 1 (بالإنجليزية: Neanderthal 1) هو الاسم العلمي للعينة النمطية لنوع هومو نياندرتال منذ 40 ألف سنة، وجدت الحفرية في أغسطس عام 1856، في كهف ألماني يُسمى كلين فيلدهوفر غروت في وادي نياندرتال، 13 كم بعيدًا عن شرق دوسلدورف. كان عام 1864 هو الأول الذي توصف فيه الحفرية ويطلق عليها الاسم في دورية علمية.
لم تكن تلك الحفرية الأولى التي نكتشفها لنياندرتال، لكن أهميتها تكمن في التعرف عليها كنوع منفصل، وهو ما لم يحدث مع الحفريات المكتشفة سابقًا. وقع هذا الاكتشاف في محجر الحجر الجيري على يد عمال التعدين. يتكون نياندرتال 1 من غطاء جمجمة وعظمتي فخذ وثلاث من عظام الذراع الأيمن واثنين من الذراع الأيسر وعظم الحرقفة وشظايا من الضلوع وعظم الكتف. اعطيت الحفريات إلى يوهان كارل فوهلروت المعلم المحلي وعالم الطبيعة المبتدئ. وصف البقايا لأول مرة عالم التشريح هرمان تشافهاوسين وأعلن الاكتشاف في 1857.
في عام 1997، كانت المرة الأولى التي يمكننا استخراج دنا الميتوكوندريا لنياندرتال من العينة. وفي عام 1999 أعلن العلماء أن التنقيب الحديث أدى بهم إلى رواسب من الكهف كانت تحتوي على عظام نياندرتال، واحدة منهم تناسب عظمة الفخذ الأصلية تمامًا. في عام 2000 اكتُشفت الحفرية الثانية من المنطقة وسُميت نياندرتال 2، وصُنفت مع هومو نياندرتال. 
يمثل نشر نياندرتال 1 بداية علم مستحاثات الإنسان كمجال علمي منفصل. تلعب تلك الحفرية دورًا مهمًا في علم الأحياء بالإضافة لكونها ذات أهمية تاريخية وعلمية مميزة.

## الاكتشاف
جرى التعدين في وادي نياندر عن الحجر الجيري منذ بداية القرن السادس عشر، ومن منتصف القرن التاسع عشر جرى هذا التعدين على مستوى صناعي. في أغسطس 1856، مدّ عاملان إيطاليان المدخل إلى كلين فيلدهوفر غروت بإزالة الطبقات الطينية المتلبدة والتي كانت مدفونة في الحجر الجيري للكهف. وبإزالة الرواسب، كشف العمال عن العظام الحفرية تحت عمق 60 سم، والتي لم تُلاحظ في البداية وكانت مدفونة في الطين ونفايات الوادي.
إلا أن العظام نالت اهتمام صاحب الكهف فيلهيلم بيكيرشوف الذي افترض أنها بقايا لدب الكهوف. بيكيرشوف وشريكه فردريك فيلهيلم بيبر، استخرجوا 16 عظمة وشظايا من الركام وأخذوها إلى المعلم إيلبرفيلد وجامع الحفريات يوهان كارل فوهلروت. غطاء الجمجمة مع شظايا من العظمة الصدغية اليسرى وشظايا عظمة الكتف اليمنى وعظمة الترقوة اليمنى وعظمتي العضد (كانت اليمنى كاملة) وعظمة الكعبرة اليمنى الكاملة وشظايا من عظام الساعد اليمنى واليسرى، خمس ضلوع والنصف الأيسر من الحوض كامل تقريبًا وعظمتي الفخذ، كانت جميعها محفوظة.
تعرف فوهلروت في الحال على هذه العظام ونسبها إلى إنسان يختلف عن الإنسان الحديث. وبدون موافقة فوهلروت، نُشر الآتي في 4 سبتمبر 1856 في صحيفة إيلبرفيلد وجريدة بارمير المحلية:
وجه هذا التقرير الاهتمام إلى الاكتشاف، من أستاذي تشريح من بون، وهما هرمان تشافهاوسين وأوغست فرانتز جوزيف كارل ماير. اتصل العالمان بفوهلروت وطلبا منه إرسال العظام. أحضرهم فوهلروت شخصيًّا إلى بون في الشتاء التالي، حيث فحصهم تشافهاوسين. وبعد ست شهور، في الثاني من يونيو 1857 قدم تشافهاوسين وفوهلروتنتائج التحقيقات على أعضاء جمعية التاريخ الطبيعي لويستفالين وراينلاند البروسية. وصف عالم مستحاثات الإنسان وعالم الرئيسات إيان تاترسال النتائج كالأتي:
وصف تشافهاوسين التركيب الضخم –على غير المعتاد- للعظام المكتشفة بالتفصيل ولاحظ بالتحديد شكل الجمجمة، خاصة الجبهة المنخفضة المنحدرة والنتوءات العظمية فوق العيون:

## الخلفية التاريخية
في عام 1758 نشر كارولوس لينيوس النسخة العاشرة من كتاب نظام الطبيعة. عُرض اسم الإنسان العاقل كنوع منفصل على العامة، ولكنه عُرض بلا تشخيص واضح أو وصف دقيق للصفات الخاصة والمميزة لهذا النوع. 
في عام 1833 وصف الطبيب وعالم الطبيعة فيليب-تشارليز تشيمرلينغ جمجمة حفرية والعديد من العظام، اكتُشفت عام 1829 في كهف بالقرب من إينغس البلجيكية. استنتج عمرها بالمقارنة حفريات الحيوانات والأدوات الحجرية، التي وجدها في نفس الطبقة تربط إياهم بالعصر الحديث الأقرب. إلا أن هذا الوصف الأول لنياندرتال لم يفهمه زملاؤه جيدًا واعتبروه وصفًا لإنسان «حديث». لقد افتقر الوصف إلى الشروط الواجبة لتفريق حفريات أنواع جنس الهومو عن تلك التي تخص الإنسان العاقل (هومو سابينس). أشار العديد من الزملاء إلى الكتاب المقدس (سفر التكوين) للشك في مصداقية النتائج.
وحتى توماس هنري هاكسلي، وهو داعم لنظرية داروين عن التطور، رأى مكتشف إينغس يمثل نوعًا أقل تحضرًا من الإنسان. كما فسر مكتشف نياندرتال بكونه داخل مدى الاختلافات عبر أشكال الإنسان الحديث. كما اعتبرت جمجمة جبل طارق 1 المكتشفة عام 1848 والمحفوظة جيدًا في محجر الحجر الجيري بفوربس بعد عقود أنها تعود إلى مئات الآلاف من السنين وثبت انتمائها إلى إنسان نياندرتال. وكما فعل هاكسلي قبلهم، مال علماء الإنسان من آخر القرن التاسع عشر وأوائل القرن العشرين إلى تصنيف المكتشفات البشرية المتزايدة تحت «أعراق» مختلفة من الإنسان الحديث.

## التحليلات الأنثروبولوجية
ركزت مناقشات القرن التاسع عشر على كيفية التسوية بين المكتشفات الأنثروبولوجية مع صفات الإنسان العاقل. لاحظ يوهان كارل فوهلروت الضخامة غير المعتادة للعظام، الحواف والنتوءات التي ساعدت في تثبيت العضلات القوية. كان لدى إحدى عظمتي العضد جرحًا ملتئمًا كما لاحظ. كما أشار ويليام كينغ للكثافة غير المعتادة للعظام، متفقًا مع تشافهاوسين، الذي قيّم الشكل الدائري للضلوع وبالتالي امتلاكه لصدر غير معتاد في الإنسان الحديث. ركز كينغ بصورة أساسية على بناء عظام الجمجمة المحفوظة. ووصف الشكل بكونه «بيضاوي ممدود» وأكبر ببوصة عن الإنسان البريطاني الحديث. زاد عرض الجمجمة بالكاد عن الإنسان الحديث. وكمثل تشافهاوسين من قبل، وصف كينغ منطقة الجبهة بأنها مستوية بصورة غير معتادة، و«شديدة التطور» في النتوءات الموجودة أعلى العيون. وفي الموجز الذي عرضه عن الصفات، انحرف عن الإنسان الحديث، قائلًا:

### الإصابات الحيوية والأمراض
كرس عالم الأمراض مايكل شولتز من غوتينغن تحقيقاته في بداية القرن الحادي والعشرين على صحة نموذج نوعي لنياندرتال. شخَّص شولتز نتوءات مرضية في أوتار العضلات في الحالات الخطيرة، وكسر في الذراع الأيسر في منطقة الكوع مما تسبب في تشوه في العظام. نتج عن التشوه إعاقة دائمة، حيث لم يستطع إنسان نياندرتال استخدام ذراعه حتى بعد التئام الكسر.
كان هناك إصابة ملتئمة على العظام الجبهية يُعزى سببها إلى سقوط صخور حادة. علاوة على ذلك، عانى نياندرتال 1 من نزيف ملتئم في الأوعية الدموية للدماغ، والتي يرجع سببها إلى المعارك التي خاضها في حياته. عانى نياندرتال 1 من التهاب شديد في الجيوب الأنفية. حيث كانت الجيوب الأنفية الجبهية مشوهة ومغطاة ببقايا من الأوعية الدموية، وهي أعراض الالتهاب المزمن. كما أنه عانى مع تقدم العمر من أمراض خطيرة لم يعان منها نياندرتال من قبل، فقد وجد عليه انبثاث ونتوءات أكولة للعظام من سبب مجهول.

### التغيرات الهيكلية بعد الوفاة
في عام 1992، نُشرت معلومات عن آثار قطع على بقايا الهيكل العظمي، خاصة على حواف الجمجمة، والتي ربما تقترح طقوس دفن. وبالنظر إلى الحالة البدائية التي كان عليها حفظ الهيكل العظمي (16 من 203 عظمة) يجب أخذ احتمالية الخدوش التي تسببها أسنان الحيوانات آكلات اللحوم في الحسبان. وبأخذ الاستخراج السطحي غير العلمي للعظام في الاعتبار، يظل سؤال تفكيك العظام على يد الحيوانات المفترسة محل جدل.

## تنقيب 1997 و2000
من عام 1991 فصاعدًا، أعاد فريق دولي من الباحثين تحليل عظام نياندرتال. أسفر التأريخ بالكربون المشع عن عمر 39,900 ± 620 سنة، مما يقترح أن هؤلاء الأفراد ينتمون إلى آخر جماعات من هذا النوع الإنساني في أوروبا. في عام 1997 نجح فريق الباحثين في استخراج دنا الميتوكوندريا من عظمة العضد من العينة، وهي العينة الأولى عن دنا ميتوكوندريا لإنسان نياندرتال في التاريخ. فُسرت النتائج بحرص في المنشور عن هذا التحليل الأول. إلا أن الدليل يؤدي بنا إلى استنتاج أن نياندرتال كان مميزًا وراثيًّا عن البشر المعاصرين تشريحيا. 
في عام 1997 أيضًا حددت التنقيبات في وادي نياندر الموقع المحدد الذي كان في السابق «فيلدهوف غروتو» وأعادت بناءه. تحت طبقات المخلفات، وجدت رواسب طينية وركام من أثر التفجير لمحجر الحجر الجيري، عدد من الأدوات الحجرية وعدد إجمالي العظام المكتشفة كان 20 عظمة من شظايا عظام النياندرتال. لم يُكشف عن أدوات حجرية في الكهف من قبل. في عام 2000 استمرت التنقيبات ووجد 40 سنًا بشرية أخرى والمزيد من شظايا العظام، منها قطعة من العظام الصدغية والوجنية، كانت متناسبة تمامًا مع جمجمة نياندرتال 1. كما كان هناك شظايا عظمة أخرى متناسبة مع عظمة الفخذ اليسرى.
نالت عظمة العضد الثالثة المكتشفة الاهتمام الأكبر: حيث عُرف عظمتي عضد فقط منذ 1856. تمثل العظمة الثالثة بقايا فرد آخر دقيق القوام، كما كان هناك نسختان (لفردين) من ثلاث شظايا عظام أخرى على الأقل. أطلق على الفرد الآخر نياندرتال 2، يعود تاريخ المكتشف إلى 39 240 ± 670 سنة، وبالتالي يكون عمره مطابق لعمر نياندرتال 1. استخرجت سنة لبنية أخرى ونسبت إلى نياندرتال مراهق. في عام 2004، سرقت من متحف نياندرتال في إركرات، ولكنها أعيدت بعدها بفترة وجيزة. وبناءً على حالة الخدوش والجذور السنية المتحللة استنتج أنها تخص طفل عمره 11-14 سنة.
تحول الموقع إلى حديقة أثرية، تمثل تركيباته التاريخ الحافل بالأحداث في تلك المنطقة. تمثل الحديقة واحدة من المناطق المجاورة لمتحف نياندرتال، حيث تُعرض الخطوط الزمنية العريضة لتطور الإنسان.